# Kammerorchester Carl Philipp Emanuel Bach

## Geschichte
Das spätere Kammerorchester Carl Philipp Emanuel Bach wurde 1969 vom Komponisten Jean Kurt Forest zur Aufführung zeitgenössischer Werke an der Staatsoper Berlin mit Unterstützung des Intendanten Hans Pischner aus Mitgliedern der Staatskapelle Berlin gegründet. Nachfolger von Jean Kurt Forest wurde Dieter-Gerhardt Worm als künstlerischer Leiter.
Dieses Spezialorchester für moderne Musik veränderte 1980 mit Beginn der Zusammenarbeit und späteren Berufung von Hartmut Haenchen zum künstlerischen Leiter sein Profil hin zum frühklassischen Repertoire, speziell zu dem des Namenspatrons und seiner Zeitgenossen. Ursache dieses Wechsels war die Reglementierung durch die SED-Führung, die Einfluss darauf nahm, welche der zeitgenössischen Werke gespielt werden sollten. Aus diesen Erfahrungen entstand die Idee, Entdeckungen in der Berliner Musikgeschichte zu suchen und Carl Philipp Emanuel Bach, Kammercembalist Friedrichs des Großen, zum Namenspatron zu machen.
Carl Philipp Emanuel Bach, dessen Musik zur Avantgarde des 18. Jahrhunderts zählt, war in den 1980er Jahren weitgehend in Vergessenheit geraten. Die zahlreichen, zum Teil erstmaligen Einspielungen der Werke C. Ph. E. Bachs wurden mit vielen Preisen gewürdigt. Im Berliner Musikleben stand das Kammerorchester C. Ph. E. Bach als »Markenzeichen für exzellente Qualität und Unverwechselbarkeit« (Berliner Zeitung). Tourneen und Einladungen zu Festivals folgten. Das Kammerorchester gastierte in Japan, Italien, Österreich (Salzburger Festspiele, Wiener Musikwochen), Holland, Spanien, Polen und der Schweiz und war häufiger Gast auf wichtigen deutschen Festivals, unter anderem Brandenburgischer Musiksommer, Dresdner Musikfestspiele, Ludwigsburger Schlossfestspiele, Mozartfest Würzburg, Schleswig-Holstein Musik Festival, Schwetzinger SWR Festspiele, Festspiele Mecklenburg-Vorpommern. Es musizierte mit Solisten von Weltrang wie Dietrich Fischer-Dieskau, Anne-Sophie Mutter, Deborah Polaski, Swjatoslaw Richter, Christine Schäfer und Frank Peter Zimmermann, sowie Peter Schreier als Sänger und Dirigent. Fernsehproduktionen, Rundfunkübertragungen und 62 CDs und DVDs dokumentieren die künstlerische Qualität des Ensembles.
Das Kammerorchester erweiterte kontinuierlich sein Repertoire vom Barock über die Klassik zur Romantik bis hin zur klassischen Moderne. Richard Strauss und Dmitri Schostakowitsch wurden ebenso erarbeitet wie Schubert, Mozart oder im besonderen Umfang Joseph Haydn. Herzstück des Orchesters, dem 25 Musiker (Streicher und Bläser) aus allen Berliner Spitzenorchestern angehörten, und seines Leiters war seit 1984 eine eigene Konzertreihe mit fünf Konzerten jede Saison im Großen Saal des Berliner Konzerthauses und im Kammermusiksaal der Philharmonie. Zahlreiche wiederentdeckte Werke, speziell der Berlin-Brandenburgischen Musiktradition, wurden im Rahmen der Abonnementreihe erstmals wieder aufgeführt. Die wirtschaftliche Eigenständigkeit dieser Reihe war jedes Jahr eine finanzielle und organisatorische Herausforderung, die das Kammerorchester ohne öffentliche Förderung und unter Honorarverzicht aller Beteiligten meisterte.
2014 konnte das Kammerorchester auf 45 Jahre Musik- und Zeitgeschichte zurückblicken und eine 34-jährige Zusammenarbeit mit Hartmut Haenchen feiern. Am 1. Mai 2014 löste sich das Ensemble auf und beendete seine Konzerttätigkeit.

## Der Stil des Kammerorchesters
Unter der Leitung von Hartmut Haenchen bestimmten ein spezifisches Musikverständnis, musikalisch-strukturelles Denken und Virtuosität die erfolgreichen Interpretationen des Ensembles. »Das Orchester spielt auf Instrumenten unserer Zeit, ohne sich der überlieferten Aufführungspraxis zu verschließen. Das Resultat sind außerordentlich intensive und lebendige Wiedergaben, die in der Partitur verwurzelt sind und sich nicht in äußerlich historisierendem Sound erschöpfen« (FonoForum). Wachheit und Agilität zeichneten die Konzerte und Aufnahmen aus, »fein gestufte agogische Nuancen, präzises Ausloten und Maßhalten der Klangräume, kontrollierte Expressivität« (Berliner Zeitung) machen sie unverwechselbar. Dabei griff Hartmut Haenchen bei der Einrichtung des Notenmaterials auf einen Wissensspeicher von mehr als 200 theoretischen Schriften aus dem 16.–18. Jahrhundert zurück. Sie waren aber nicht die Grundlage für die »authentische« Aufführung, die es nicht geben kann, sondern für eine (von vielen) nach stilistischen Erkenntnissen mögliche Interpretation. Um das Anliegen einer historischen Komposition heute noch sinnvoll darzustellen, legte die Interpretation den Schwerpunkt auf die heute noch nachzuvollziehenden Inhalte und Aussagen.

## Diskografie (chronologische Auswahl)
Aufnahmen unter Hartmut Haenchen
- Hornkonzerte der Vorklassik mit Peter Damm, 1981, BERLIN Classics 0032102BC
- Friedrich II.: Sinfonien und Flötenkonzerte mit Manfred Friedrich, 1982, CAPRICCIO 10064, ausgezeichnet als Schallplatte des Monats
- Oboenkonzerte von Wolfgang Amadeus Mozart, Giuseppe Ferlendis und Franz Anton Rößler mit Burkhard Glätzner, 1984, CAPRICCIO 10 087
- C.Ph.E. Bach: Berliner Sinfonien, 1985, CAPRICCIO 10103, ausgezeichnet mit dem Deutschen Schallplattenpreis
- C.Ph.E. Bach: Flötenkonzerte mit Eckart Haupt, 1985, CAPRICCIO 10104 und CAPRICCIO 10105, ausgezeichnet mit dem Deutschen Schallplattenpreis
- C.Ph.E. Bach: Orgelkonzerte mit Roland Münch, 1985, CAPRICCIO 10135, ausgezeichnet mit dem Deutschen Schallplattenpreis
- C.Ph.E. Bach: Streichersinfonien Wq 182, 1985 CAPRICCIO 51 033, ausgezeichnet mit dem Deutschen Schallplattenpreis
- C.Ph.E. Bach: Vier Orchestersinfonien, 1986, CAPRICCIO 10175 ausgezeichnet mit dem Deutschen Schallplattenpreis, Auszeichnung im Magazin „Scala“ als eine der Top.50-Aufnahmen des 20. Jahrhunderts
- Wolfgang Amadeus Mozart: Flötenkonzerte und Konzert für Flöte mit Werner Tast, 1987, ETERNA 7 28 022CD
- Georg Friedrich Händel: Arien mit Jochen Kowalski, 1987, ETERNA 3 29 099, Preis der Deutschen Schallplattenkritik
- Joseph Haydn: Sinfonien Nr. 26, 44, 49, 1988, BERLIN Classics 1013-2, CD des Jahres 1993 AVRO’s Platenzaak
- Christoph Willibald Gluck: Orfeo ed Euridice, 1988, CAPRICCIO 60008-2, Preis der Deutschen Schallplattenkritik, Grammophon Award Nomination
- C.Ph.E. Bach: Magnificat und zwei Berliner Sinfonien mit Věnceslava Hrubá-Freiberger, Barbara Bornemann, Peter Schreier, Olaf Bär, 1988, BERLIN Classics 0110 011
- Joseph Haydn: Sinfonien 43,45,59, 1989, BERLIN Classics 0110 014
- Joseph Haydn: Sinfonien 31,73,82, 1989, BERLIN Classics BC 1028-2
- Wolfgang Amadeus Mozart: Sinfonia concertante KV 297b und Konzert für Flöte und Harfe mit Werner Tast und Katharina Hanstedt, 1990, BERLIN Classics 0120 004
- Wolfgang Amadeus Mozart: Concertone und Sinfonia concertante KV 364 mit Thorsten Rosenbusch, Christian Trompler und Erich Krüger, 1990, BERLIN Classics 0120 003
- Joseph Haydn: Sinfonien 48,53,85, 1990, BERLIN Classics 0110 024
- Carl Maria von Weber: Sinfonie Nr. 1 C-Dur; Felix Mendelssohn-Bartholdy: Sinfonia Nr. 10 h-moll; Hugo Wolf: Italienische Serenade; Richard Wagner: Siegfried-Idyll, 1991, SONY Classical SK 53109
- Konzert am Preußischen Hof mit Thorsten Rosenbusch, Erich Krüger, Christian Trompler, Karl-Heinz Schröter, Christine Schornsheim, Klaus Kirbach, 1991, BERLIN Classics 1040-2
- Joseph Haydn: Sinfonien 94,103,60, 1991, BERLIN Classics 1027-2
- C.Ph.E. Bach: Sinfonie D-Dur; Wolfgang Amadeus Mozart: Eine kleine Nachtmusik; Johann Sebastian Bach: 3. Brandenburgisches Konzert; Benjamin Britten: Simple Symphony; Georg Friedrich Händel: Wassermusik Suite Nr. 2, 1991, SONY Classical SK 4806
- Giovanni Pergolesi: Stabat mater mit Dennis Naseband und Jochen Kowalski, 1992, BERLIN Classics BC 1047-2
- Gustav Mahler – Streichquartettbearbeitungen: Ludwig van Beethoven: Streichquartett f-moll Op. 95, Franz Schubert: Streichquartett d-moll D 810 „Der Tod und das Mädchen“, 1992, BERLIN Classics 0010642
- Italienische und deutsche Weihnachtsmusik, 1992, SONY Classical S2K 53266
- Wassermusik: Georg Friedrich Händel und Georg Philipp Telemann, 1992, BERLIN Classics 1051-2
- Wolfgang Amadeus Mozart: Konzertarien mit Christiane Oelze, 1993, BERLIN Classics 0013252BC, Preis der Deutschen Schallplattenkritik
- Joseph Haydn: Sinfonien 22,55,64, 1993, BERLIN Classics 0011092BC
- Wilhelm Friedemann Bach: Das Orchesterwerk, 1993, BERLIN Classics B001FY2KVW
- Pietro Locatelli: Concerti grossi Op. 7, 1994, BERLIN Classics 0011332BC
- Johann Sebastian Bach: Kantaten 35, 169, 49 mit Jochen Kowalski und Raphael Alpermann, 1994, BERLIN Classics 0011322BC
- C.Ph. E. Bach: Die letzten Leiden des Erlösers mit Christine Schäfer, Ellen Schuring, Thomas Dewald, Roman Trekel und den Hallenser Madrigalisten, 1994, DVD: EuroArts 2060808
- Johann Christian Bach: Sinfonie g-Moll Op. 6 Nr. 6; Wolfgang Amadeus Mozart: Sinfonie Nr. 40 g-Moll KV 550 (1. Fassung); Franz Schubert: Sinfonie Nr. 5 B-Dur, 1995, SONY Classical SMK 93831
- Cellokonzerte des 18. Jahrhunderts von C.Ph.E. Bach (A-Dur), Nicola Porpora (G-Dur), Joseph Haydn (Nr. 2 D-Dur) mit Jens Peter Maintz, 1996, PHILIPS 456015-2
- Johann David Heinichen: La gara degli dei mit Alexandra Coku, Carola Höhn, Simone Nold, Katharina Kammerloher, Carola Höhn, Annette Markert, Ralph Eschrig, Olaf Bär, 2003, Berlin Classics 0300544BC
- Klassische Violinkonzerte. Werke von W.A. Mozart (Rondo C-Dur KV 373, Konzert G-Dur KV 216), M. Haydn (Konzert B-Dur), F. Schubert (Rondo A-Dur D 438) mit Baiba Skride, 2004, SONY Classical 92939
- Wolfgang Amadeus Mozart: Divertimento Es-Dur KV 113, Klavierkonzert d-Moll mit Stefan Vladar, Sinfonie Nr. 41 C-Dur (Jupiter), 2005, DVD EuroArts 2055088
- Wolfgang Amadeus Mozart Discovering Masterpieces: Jupiter-Sinfonie mit Einführung von Hartmut Haenchen, 2006, DVD EuroArts 2056018
- C.Ph.E. Bach: Die letzten Leiden des Erlösers mit Christina Landshamer, Christiane Oelze, Anke Vondung, Maximilian Schmitt, Roman Trekel und RIAS-Kammerchor, 2014, BERLIN Classics 0300575BC
- Wolfgang Amadeus Mozart: Sinfonien 39,40,41, 2014, BERLIN Classics 0300587BC

Aufnahmen unter Peter Schreier
- Johann Sebastian Bach: Die vier Orchestersuiten, 1986; PHILIPS
- Johann Sebastian Bach: Die Brandenburgischen Konzerte, 1986, PHILIPS
- Johann Sebastian Bach: Magnificat, 1987, PHILIPS
- Johann Sebastian Bach: Messen, 1989, PHILIPS
- Johann Sebastian Bach: Kantaten 51,82,202,208 mit Barbara Hendricks, 1990, EMI
- Wolfgang Amadeus Mozart: La finta semplice, L’oca del Cairo, 1991, PHILIPS
- Frühklassische Flötenkonzerte mit Patrick Gallois, 1992, Deutsche Grammophone

(Nummern beziehen sich auf die Erstausgabe als CD)

## Videobeispiele
- Friedrich II.: Sinfonie G-Dur
- Carl Philipp Emanuel Bach: Sinfonie Es-Dur
- Johann Sebastian Bach: Kantate „Ich habe genug“ mit Jochen Kowalski
- Carl Philipp Emanuel Bach: Die letzten Leiden des Erlösers
- Wolfgang Amadeus Mozart: Sinfonie Nr. 41 C-Dur „Jupiter“
- Konzert zum Brandenburgischen Musiksommer

## Audiobeispiele
- Carl Philipp Emanuel Bach: Sinfonie Es-Dur Wq 179
- Pietro Locatelli: Concerto a quattro, Op. 7 Nr. 2
- Friedemann Bach: Sinfonia d-Moll